# Synagoga w Sabile
Synagoga w Sabile (łot. Sabiles sinagoga) – synagoga znajdująca się w kurlandzkim miasteczku Sabile na Łotwie, do 1941 roku głównym ośrodku żydowskim Kurlandii (73% ludności w mieście Sabile stanowili żydzi).
Została zbudowana w 1890 roku i działała nieprzerwanie do II wojny światowej, podczas której została zdewastowana. W czasach ZSRR została zamieniona na salę sportową, później należała do lokalnego kombinatu owocowo-warzywnego (łot. Sabiles ADK), od którego odkupił ją Ojārs Feldbergs przy pomocy funduszu Abavas ieleja.
Po gruntownej renowacji mieści centrum kultury i sztuki współczesnej (łot. Mūsdienu mākslas un kultūras centrs), które organizuje w mieście liczne wystawy, koncerty i konferencje.